# نوشته‌های روی دیوار (آلبوم)
نوشته‌های روی دیوار آلبومی از دستینیز چایلد است که در ۲۷ ژوئیه ۱۹۹۹ منتشر شد.
این آلبوم در زمان انتشارش در هلند، استرالیا، بلژیک (فلاندرز)، آلمان، نیوزلند، نروژ و ایالات متحدهٔ آمریکا جزو ده آلبوم اول جدول‌های فروش موسیقی بود.